# Omar Germenos
Omar Germenos (17 de junio de 1968), es un actor y presentador mexicano, que se hizo a conocer por su participación en Despierta América, de Univision. 

## Biografía
Sus inicios se dieron como modelo en campañas y videos musicales. Posteriormente se integró a la pantalla chica con el programa El Gran Blablazo de Univision. Sus estudios escénicos se los debe a maestros como Eugenio Cobo, Raúl Quintanilla y Horacio Almada, además de complementarlos con clases de improvisación especial con el maestro Alejandro Calva y cine a través de Luis Felipe Tovar.
En el 2003 realiza una gira por República mexicana con la obra de teatro Lecciones para casada, para luego trabajar el mismo año en la puesta en escena de 10, El marido perfecto. Ha sido conocido por actuar en las telenovelas: Montecristo, Vuélveme a querer y ¿Dónde está Elisa?. 
Está casado con la también actriz Gloria Peralta, tienen dos hijos, Darío (n.2005) y Bruno (n.2008).

## Filmografía

### Telenovelas
- Juegos de amor y poder (2025) - Mateo Solís
- La historia de Juana (2024) - Carlos Poza[3]
- Minas de pasión (2023—2024) - Fidel Roldán de la Fuente[4]
- Diseñando tu amor (2021) - Alfonso Vargas Villponte[5]
- Decisiones: unos ganan, otros pierden (2020) - Ep: el sótano[6]
- Por amar sin ley (2019) - Andrés Camacho
- Al otro lado del muro (2018) - Juan Estévez
- La fan (2017) - Carlos Zubizarreta
- Eva la Trailera (2016) - Reynaldo Santacruz
- Tierra de reyes (2014-2015) - Emilio Valverde
- En otra piel (2014) - Esteban Lazo
- ¿Dónde está Elisa? (2010) - José Ángel Rincón
- Vuélveme a querer (2009) - Ignacio Reyes
- Se busca un hombre (2007) - Emilio Noriega
- Montecristo (2006) - Marcos
- Villa María (2004) - Ricardo
- Belinda (2004)
- La duda (2002) - Gabriel
- Señora (1998) - Javier
- Rivales por accidente (1997) - Horacio
- Marisol (1996) - Médico

### Cortometrajes
- 3:6 Until Sunrise (2013)
- Una mirada más allá (2004)

## Teatro
- Microteatro Miami junto a Gloria Peralta.
- Lecciones para casada
- El marido perfecto
- El día más feliz de tu vida